# 杰克·哈维
杰克·哈维（英語：Jake Harvie，1998年3月5日—），来自西澳大利亚州，澳大利亚男子曲棍球运动员。他曾代表澳大利亚国家队参加2018年英联邦运动会曲棍球比赛，获得一枚金牌。